# إرنست سبراغ
إرنست سبراغ (بالإنجليزية: Ernest Sprague)‏ هو لاعب كرة قدم أمريكية أمريكي، ولد في 20 أكتوبر 1865 في فارمنغتون في الولايات المتحدة، وتوفي في 9 مايو 1938 في كليفلاند في الولايات المتحدة.